# Ligdia ciliaria
Ligdia ciliaria là một loài bướm đêm trong họ Geometridae.